# Thierry Gadou
Thierry Gadou (* 13. Januar 1969 in Dax) ist ein ehemaliger französischer Basketballspieler.

## Laufbahn
Von 1988 bis 2000 spielte der 2,05 Meter messende Flügel- und Innenspieler für Élan Béarnais Pau-Lacq-Orthez in Frankreichs höchster Liga, der LNB ProA. In den Jahren 1992, 1996, 1998 und 1999 wurde er mit der Mannschaft französischer Meister. Die besten Werte seiner Zeit in Pau-Orthez erreichte Gadou in der Saison 1996/97, als er 15,1 Punkte und 6,2 Rebounds je Begegnung erzielte. Er war dort Mannschaftskollege seines älteren Bruders Didier Gadou.
2000 wechselte Thierry Gadou zu Viola Reggio Calabria nach Italien. Er erzielte in 33 Ligaspielen im Schnitt 8,8 Punkte für den Erstligisten. Nach einer kurzzeitigen Rückkehr zu Pau-Orthez im Herbst 2001 wechselte er zu Caja San Fernando in die spanische Liga ACB. Er stand in 30 Ligaspielen der Saison 2001/02 auf dem Feld und erzielte 6,8 Punkte je Begegnung.
Im Spieljahr 2002/03 stand er erst bei ASVEL Lyon-Villeurbanne in seinem Heimatland, dann bei Tau Céramica in Spanien unter Vertrag. 2003/04 verstärkte er Paris Basket Racing in Frankreich, zum Abschluss seiner Laufbahn war Gadou von 2004 bis 2006 wieder Spieler in Pau-Orthez.

### Nationalmannschaft
Gadou gewann mit Frankreichs Nationalmannschaft Silber bei den Olympischen Sommerspielen 2000, kam während des Turniers aber wenig zum Einsatz. Er nahm ebenfalls an den Europameisterschaften 1993, 1995, 1997 und 1999 teil. Bei der EM 1997 war er mit 13,5 Punkten pro Einsatz zweitbester Korbschütze der französischen Auswahl hinter Yann Bonato. Insgesamt kam Gadou auf 121 Länderspiele (laut anderer Quelle 118), in denen er im Schnitt 5,7 Punkte erzielte.